# Escala de Charrière
L'escala francesa o escala de Charrière (pronunciada en anglès com French) és una mesura que s'utilitza per expressar el calibre de diferents instruments mèdics tubulars incloent sondes i catèters..
Existeixen múltiples tipus de sondes que difereixen quant al calibre, forma, material, nombre de vies i mecanisme de retenció: Quant al calibre, es proporciona segons l'escala francesa. L'escala francesa s'abreuja Ch, CH, Fr, FR o simplement F al costat del valor del diàmetre del catèter. Equival aproximadament a dividir el valor del diàmetre en Frenchs per 3 per obtenir el valor que correspon en mil·límetres. A mesura que augmenta el valor, augmenta el diàmetre del catèter.

## Equivalències
| GrosorFrench | Diàmetre(mm) | Diàmetre (polzades) |
| 3            | 1            | 0.039               |
| 4            | 1.35         | 0.053               |
| 5            | 1.67         | 0.066               |
| 6            | 2            | 0.079               |
| 7            | 2.3          | 0.092               |
| 8            | 2.7          | 0.105               |
| 9            | 3            | 0.118               |
| 10           | 3.3          | 0.131               |
| 11           | 3.7          | 0.144               |
| 12           | 4            | 0.158               |
| 13           | 4.3          | 0.170               |
| 14           | 4.7          | 0.184               |
| 15           | 5            | 0.197               |
| 16           | 5.3          | 0.210               |
| 17           | 5.7          | 0.223               |
| 18           | 6            | 0.236               |
| 19           | 6.3          | 0.249               |
| 20           | 6.7          | 0.263               |
| 22           | 7.3          | 0.288               |
| 24           | 8            | 0.315               |
| 26           | 8.7          | 0.341               |
| 28           | 9.3          | 0.367               |
| 30           | 10           | 0.393               |
| 32           | 10.7         | 0.419               |
| 34           | 11.3         | 0.445               |

Les següents igualtats resumeixen les relacions entre diàmetre (Ø) i French (Fr):
Ø (mm) = Fr / 3 .... Fr = Ø (mm) x 3 
Per exemple, si la grandària és 9 French, el diàmetre en mil·límetres és de 3 mm. El French és equivalent al diàmetre en mm multiplicat per tres, i no la circumferència (diàmetre per π) que és com de vegades es pensa.
L'indicador de l'escala francesa va ser ideat per Joseph-Frédéric-Benoît Charrière, un fabricant d'instruments quirúrgics de París del segle xix, qui defineix la relació "diàmetre en mm per 3".
En alguns països (especialment de parla francesa), aquesta unitat es diu Charrière i abreujat Ch. Són sinònims de Ch les unitats French (FR) i French Gauge (FG). Els calibres disponibles solen anar escalonats en parells, de dos en
dos. El calibre extern es mesura en French i el calibre intern en Gauge.
El calibre dels angiocatèters o agulles emprades en medicina es mesuren en Gauge que és una escala diferent que procedeix d'una escala anglesa d'agulles, també per al calibre de les escopetes hi ha una escala similar. L'escala és inversa i va des de l'agulla més gruixuda 1G de 12,7 mm a l'agulla més fina de 36G amb només 0,102 mm, així una agulla d'11 Gauges té 3 mm i és més gruixut que un calibre 19G que mesura 1 mm. En tota agulla després consta la longitud de la mateixa i sol figurar el flux generat segons el calibre intern.

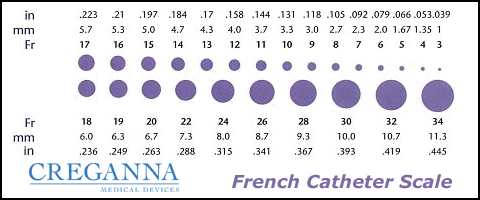
Cartell amb els diferents diàmetres correlacionats amb imatges.